# 福田晃市
福田 晃市（ふくだこういち 1972年生）は日本の朱子学研究家。文筆家。福岡県出身。2008年からSBI大学院大学講師。日本のチャイナ・ウォッチャー。

## 著書
- 『100の「兵法の法則」がマンガで3時間でマスターできる本』明日香出版社、2002年
- 『超要点解説とキーワードでわかる・使える孫子の兵法』ソフトバンククリエイティブ 、2004年
- 『超要点解説とキーワードでわかる・使える はじめての論語』ソフトバンククリエイティブ、2005年
- 『もうひとつの「孫子の兵法」 孫?(そんぴん)に学ぶ勝つ極意』PHP研究所、2006年
- 『みるみる身につく「孫子の兵法」―これが勝利の方程式! 』洋泉社 、2007年
- 『中国人に学ぶ「謀略の技術」』PHP研究所、2007年
- 『中国の兵法に学ぶビジネスフレームワーク』ソフトバンククリエイティブ 、2009年
- 『〈萌訳☆〉孫子ちゃんの兵法』総合科学出版、2010年[2]
- 『〈萌訳☆〉孔子ちゃんの論語』総合科学出版、2010年
- 『超要点解説 ビジネスに効く！孫子の兵法』ソフトバンククリエイティブ 、2011年
- 『超要点解説 人生に活かす！論語 』ソフトバンククリエイティブ 、2011年
- 『孫子の「兵法」に学ぶ仕事力実践ワークブック』秀和システム  2013年

### 翻訳
- 朱熹、呂祖謙 著、福田晃市 訳『基礎からよく分かる「近思録」―朱子学の入門書』（改訂版）明窓出版、2009年。ISBN 9784896342499。